# Университет Токусимы
Токусимский университет — японский национальный университет в городе Токусима, основан в 1949 году путем объединения шести национальных образовательных учреждений в один университет. Обучение студентов ведётся на пяти факультетах, по семи направлениям ведётся подготовка кадров высшей квалификации в аспирантуре.
В Токусимском университете учился Сюдзи Накамура, лауреат Нобелевской премии 2014 года. 1 апреля 2015 года переименован из Университета Токусима в Токусимский университет.

## Структура
Токусимский университет был создан в 1949 году в результате соединения шести школ. Университет имеет около 6000 студентов и около 1700 аспирантов в Японии и других странах, включая Южную Корею, Китай и США.

## Организация и учёные
Университет состоит из семи высших школ: школа наук о человеке и естественной окружающей среде, школа медицинских наук, школа устных наук, школа фармацевтических наук, школа питания и бионауки, школа наук о здоровье и школа передовых технологий и науки. Бакалавриат представляет собой факультет интегрированных искусств и наук, медицинский факультет, стоматологический факультет, факультет фармацевтических наук и инженерный факультет.
Одной из уникальных особенностей является большое количество ассоциированных институтов и исследовательских центров, представляющих широкий спектр интересов и дисциплин.
Президентом университета является Сусуму Кагава с 2010 года.

## Кампусы
Обучение студентов и научная работа ведётся на трех кампусах: Синкура, Чсанджима и Курамото.

## Известные выпускники
Сюдзи Накамура — изобретатель первого LED светодиода высокой яркости, удостоен Нобелевской премии 2014 года по физике.
Сигенори Маруяма — награждён медалью «Пурпурная честь» за работу, связанную с тектоникой шлейфа.
Сусуму Кагава — ректор университета.